# William Paredes
William Alberto Paredes Barbudo (ur. 9 września 1985 w Méridzie) – meksykański piłkarz występujący na pozycji lewego obrońcy, obecnie zawodnik Chiapas.

## Kariera klubowa
Paredes jest wychowankiem zespołu CF Monterrey, do którego seniorskiej drużyny został włączony w wieku dwudziestu jeden lat przez szkoleniowca Miguela Herrerę, po kilkunastu miesiącach występów w drugoligowych rezerwach klubu. W meksykańskiej Primera División zadebiutował 20 stycznia 2007 w wygranym 1:0 spotkaniu z Santos Laguną, lecz początkowo pozostawał głębokim rezerwowym ekipy i w pierwszym składzie zaczął częściej pojawiać się dopiero kilka miesięcy później. Premierowego gola w najwyższej klasie rozgrywkowej strzelił 24 lutego 2008 w zremisowanej 1:1 konfrontacji z Atlasem, zaś w jesiennym sezonie Apertura 2009 zdobył z Monterrey swój pierwszy tytuł mistrza Meksyku. W 2010 roku triumfował ze swoją drużyną w InterLidze – rozgrywkach kwalifikacyjnych do Copa Libertadores, a podczas sezonu Apertura 2010 znów zanotował mistrzostwo kraju, tym razem pełniąc głównie rolę rezerwowego. W 2011 roku triumfował w najbardziej prestiżowych rozgrywkach północnoamerykańskiego kontynentu – Lidze Mistrzów CONCACAF, dzięki czemu kilka miesięcy później mógł wziąć udział w Klubowych Mistrzostwach Świata. Tam drużyna Monterrey zajęła dopiero piąte miejsce.
Wiosną 2012 Paredes przeszedł do ekipy San Luis FC z siedzibą w San Luis Potosí, w którego barwach bez większych sukcesów spędził kolejny rok w roli podstawowego piłkarza drużyny. W styczniu 2013 na zasadzie wypożyczenia zasilił zespół Puebla FC, gdzie występował przez kolejne sześć miesięcy, po czym przeniósł się do klubu Chiapas FC z miasta Tuxtla Gutiérrez, któremu sprzedały swoją licencję władze San Luis, właściciela jego karty zawodniczej.
| Sezon     | Klub         | Kraj   | Rozgrywki | Mecze | Bramki |
| --------- | ------------ | ------ | --------- | ----- | ------ |
| 2006/2007 | CF Monterrey | Meksyk | Liga MX   | 5     | 0      |
| 2007/2008 | CF Monterrey | Meksyk | Liga MX   | 25    | 1      |
| 2008/2009 | CF Monterrey | Meksyk | Liga MX   | 26    | 2      |
| 2009/2010 | CF Monterrey | Meksyk | Liga MX   | 36    | 0      |
| 2010/2011 | CF Monterrey | Meksyk | Liga MX   | 24    | 0      |
| 2011/2012 | CF Monterrey | Meksyk | Liga MX   | 3     | 0      |
| 2011/2012 | San Luis FC  | Meksyk | Liga MX   | 13    | 0      |
| 2012/2013 | San Luis FC  | Meksyk | Liga MX   | 14    | 0      |
| 2012/2013 | Puebla FC    | Meksyk | Liga MX   | 14    | 0      |
| 2013/2014 | Chiapas FC   | Meksyk | Liga MX   | 31    | 0      |
| 2014/2015 | Chiapas FC   | Meksyk | Liga MX   | 18    | 0      |
| 2015/2016 | Chiapas FC   | Meksyk | Liga MX   | 27    | 0      |
| 2016/2017 | Chiapas FC   | Meksyk | Liga MX   |       |        |

## Kariera reprezentacyjna
W seniorskiej reprezentacji Meksyku Paredes zadebiutował za kadencji szwedzkiego selekcjonera Svena-Görana Erikssona, 24 września 2008 w przegranym 0:1 towarzyskim meczu z Chile.